# ウィリー・プランカールト
ウィリー・プランカールト（Willy Planckaert、1944年4月5日 - ）は、ベルギー、ネヴェル出身の元自転車競技（ロードレース）選手。

## 来歴
プランカールト3兄弟（次兄・ワルテル、末弟・エディ）の長兄。ヨ・プランカールトは実子である。1966年のツール・ド・フランスでポイント賞を獲得。末弟のエディも1988年のツール・ド・フランスでポイント賞を獲得しており、2012年現在、ツール・ド・フランス史上唯一の兄弟ポイント賞獲得例となっている。
1965年
- GP・ブリック・ショット 優勝

1966年
- ツール・ド・フランス
  -  ポイント賞
  - 区間2勝(第4、8)

1967年
- グランプリ・ピノ・チェラミ 優勝
- ジロ・デ・イタリア 区間3勝(第5、9、22b)

1974年
- ツール・ド・ポローニュ 区間1勝(第5)
- オムロープ・ファン・ヘット・ハウトラント 優勝
- オムロープ・ファン・デ・フラームス・スヘルデボールデン 優勝

1976年
- ドワルス・ドール・フラーンデレン 優勝
- ドーフィネ・リベレ 区間1勝(第1a)

1977年
- エトワール・ド・ベセージュ 総合優勝